# Andrew Murray (wicehrabia)
Andrew Graham Murray, 1. wicehrabia Dunedin GCVO (ur. 21 listopada 1849, zm. 21 sierpnia 1942) – brytyjski prawnik i polityk, członek Partii Konserwatywnej, minister w rządach lorda Salisbury’ego i Arthura Balfoura.

## Życiorys
Był synem Thomasa Murraya i Caroline Tod. Wykształcenie odebrał w Harrow School oraz w Trinity College na Uniwersytecie Cambridge.
W latach 1891–1905 reprezentował w Izbie Gmin okręg wyborczy Buteshire. Był Radcą Generalnym Szkocji w latach 1891–1892 i 1895–1896. Następnie został Lordem Adwokatem. Od 1896 r. był członkiem Tajnej Rady. W latach 1903–1905 był członkiem gabinetu jako minister ds. Szkocji.
Po zakończeniu kariery politycznej otrzymał w 1905 r. tytuł 1. barona Dunedin wraz z miejscem w Izbie Lordów, oraz stanowisko Lorda Przewodniczącego Sądu Sesji. W 1913 r. został lordem prawa. W 1926 r. otrzymał tytuł 1. wicehrabiego Dunedin. W 1932 r. przeszedł na emeryturę.
Lord Dunedin był ponadto lordem namiestnikiem Buteshire w latach 1901–1905. W 1922 r. otrzymał Krzyż Wielki Królewskiego Orderu Wiktoriańskiego. Zmarł w 1942 r. Tytuły parowskie wygasły wraz z jego śmiercią.